# あした世界が終わるとしても
『あした世界が終わるとしても』（あしたせかいがおわるとしても）は、櫻木優平監督による長編アニメーション映画。2019年1月25日公開。
アヌシー国際アニメーション映画祭2019長編コンペティション部門にノミネートされた。

## 概要
本作は、Huluオリジナルアニメ『ソウタイセカイ』の世界観やキャラクターをベースに制作された長編映画である。
『ソウタイセカイ』と本作では主要登場人物6人が同じキャラクターで、そのうちの「狭間真」役と「泉琴莉」役、「ミコ」役は声優も同じである。とくに、ミコが登場するバトルシーンは『ソウタイセカイ』から本作の序盤にそのまま流用されている。なお、『ソウタイセカイ』では泉琴莉は狭間真とは従姉弟同士であったが、本作では幼馴染に変更されている。

## あらすじ
高校3年生の真（しん）は、幼い頃に母親が突然死して以来、心を閉ざしがちでいる。幼馴染の琴莉（ことり）は、そんな真を見守り続けてきた。ある日、そんな2人がデートしている最中、真の父・源司（げんじ）の突然死の連絡が入る。
沈み込む真の前にジンと名乗る少年が現れ「お前は俺が守る」と言い、突然剣で襲いかかる少女の襲撃から真を守り2人で逃走する。ジンが言うには、「日本公民共和国」（日本公国）という日本と相対する世界が存在し、二つの世界にはそれぞれ相対する人物がいて、どちらかの世界でその人物が死ぬと、相対するもう片方の人物が突然死する。ジンは真の相対であり、真の父の突然死の原因は、日本公国を支配する「公女」コトコの命によりジンの父が処刑されたためだという。そしてジンが日本に来た目的は、コトコの相対である琴莉を殺し、日本公国を公女の支配から解放するためであった。
一方、真たちを逃がした少女は琴莉と出会い「あなたはミコが守ります」と告げる。少女・ミコは知能搭載遠隔人型兵器「マティック」で、琴莉を守るとともにジンの相対である真を殺すためにコトコから遣わされてきたのであった。ミコは琴莉を「フィクサー」としてフィックスする。フィックスするとフィクサーと精神回路がつながるのであった。ミコはフィックスにより琴莉の真を思う気持ちを知り、もう一つの使命である真の殺害と折り合いを付ける方法を考え始める。
琴莉とミコが真たちの居場所を突き止めるとジンの操る遠隔人型兵器「アルマ」に襲われるが、ミコがこれを撃退してジンから真を奪い返し、3人で逃走する。ところが、琴莉とミコを自宅に連れ帰った真をジンが訪ねてくる。ジンは、なぜ琴莉がミコに自分を殺させなかったのかということや、真と琴莉の関係などを尋ね、真の説明に納得はしたものの、琴莉を殺すことによりコトコに死をもたらして日本公国を公女の支配から解放するという意志は変わらない。そこへコトコから遣わされたもう一人のマティック、リコが現れ真に襲いかかる。ミコがそれを阻止して休戦を求め、リコにこれまでの経緯を説明すると、意外にもリコはあっさり了解する。
実は、日本公国の本当の支配者は公女を陰で操る「公卿」たちで、公女は傀儡に過ぎなかった。コトコは公卿たちによる支配から日本公国を解放するため、密かにリコを日本に送り込み、公卿たちの相対を暗殺させていたのであった。リコの説明にすべてを理解・納得したジンは、ようやく真たちと和解する。しかし、コトコの企てが公卿たちに発覚し、コトコと琴莉に死が迫っていた。

## キャスト
狭間 真（はざま しん）
声 - 梶裕貴
泉 琴莉（いずみ ことり）
声 - 内田真礼
ハザマ ジン
声 - 中島ヨシキ
イズミ コトコ
声 - 千本木彩花
ミコ
声 - 悠木碧
リコ
声 - 水瀬いのり

## スタッフ
- 原作 - クラフター[11]
- 監督・脚本 - 櫻木優平[11]
- 製作 - 高橋敏弘、古田彰一
- キャラクターデザイナー - 河野紘一郎[11]
- CGディレクター - 川崎司[11]
- モデリングディレクター - 宮岡将志[11]
- アニメーションディレクター - 高江智之、松浦宏樹[11]
- 美術監督 - 岡本有香[11]
- 色彩設計 - 田中美穂[11]
- 撮影監督 - 淺川真歩[11]
- 編集 - 今井剛[11]
- サウンドデザイナー - 荒川きよし[11]
- 音楽 - カワイヒデヒロ[11]
- プロデューサー - 石井朋彦[11]
- エグゼクティブプロデューサー - 古田彰一[11]
- 制作 - クラフタースタジオ
- 製作 - 『あした世界が終わるとしても』製作委員会（松竹、クラフター、博報堂DYメディアパートナーズ、博報堂、Preferred Networks、HJホールディングス、ローソンエンタテインメント）
- 配給 - 松竹メディア事業部

## 主題歌
全作詞・作曲・歌 - あいみょん
主題歌「あした世界が終わるとしても」
編曲 - 立崎優介、近藤隆史、田中ユウスケ

挿入歌「ら、のはなし」
編曲 - トオミヨウ

## 小説
櫻木が書き下ろした原作小説が、『ダ・ヴィンチ』2018年11月号 - 2019年1月号にて連載。角川文庫から文庫本が出版されている。
- 櫻木優平（著）『あした世界が終わるとしても』
  - 角川文庫（KADOKAWA、2018年11月22日）ISBN 978-4-04-102635-9